# Dvärgvide
Dvärgvide (Salix herbacea) är en art i familjen videväxter. Den blir 1 till 5 cm hög och blommar i juni till juli. Den är krypande i mattlika bestånd. Bladskivorna är 1 till 2 cm breda, tätt sågade med nedböjda tänder och är grönglänsande. 
Dvärgvide är ganska vanlig och kan påträffas på frisk till fuktig, mager mark uppe på kalfjäll, exempelvis snölegor, sluttningar, vindblottor, stränder och klipphyllor. Sällsynt i skogslandet. Utbreder sig till kalfjäll i Sverige, Norge, Island och Färöarna, Grönland och norra Nordamerika.

## Hybrider
I Nordamerika förekommer hybriden Salix ×peasei Fernald som är en korsning mellan dvärgvide och Salix uva-ursi.